# Тома Медвешек
Тома Медвешек (Загреб, 25. јануар 1997) хрватски је позоришни, гласовни, телевизијски и филмски глумац. Студирао је глуму на Академију драмске умјетности у Загребу те је стални сарадник Загребачког казалишта младих.

## Биографија
Рођен је у Загребу, где је одрастао и студирао глуму на Академији драмске умјетности. Потиче из уметничке породице, па тако су му родитељи Свен Медвешек и Наташа Дорчић познати филмски и позоришни глумци, стриц Рене Медвешек је филмски и позоришни глумац, позоришни редитељ и професор сценског говора. Његов брат од стрица је глумац Фабијан Павао Медвешек који се прославио улогама у хрватским теленовелама и серијама, те улогама у мјузуклима и представама Казалишта Комедија. Његов млађи брат Тит Емануел Медвешек такође се почео бавити глумом и добиja дечије улоге у пројектима. Сва тројица браће се баве синхронизацијом анимираних филмова.
Још на факултету почео је добијати улоге у Загребачком казалишту младих где данас активно игра у неколико наслова. У истом позоришту ради и његова мајка, те је неколико представа режирао и његов стриц током своје каријејере.
На телевизији дебитује улогом у серији "Црно-бијели свијет", где тумачи музичара Давора Гобца. Потом се појављује у још неколико серија, да би од јесени 2024. године постао део главне глумачке поставе теленовеле "У добру и злу".
Први пут на филму се појављује са седам година у филму "Секс, пиће и крвопролиће", док прву главну улогу на филму остварује у "Слатка Симона" који је приказан и на Филмском фестивалу у Пули.
Примио је медијску награду Златни студио 2022. за најбоље ново лице у позоришту и филму за улогу Доде у представи "Ти си први храбар" КунстТеатра.

## Филмографија
| Год.          | Назив                               | Улога          |
| ------------- | ----------------------------------- | -------------- |
| 2000-е        |                                     |                |
| 2004.         | Секс, пиће и крвопролиће            | мали из гараже |
| 2010-е        |                                     |                |
| 2015. - 2021. | Црно-бијели свијет                  | Давор Гобац    |
| 2016.         | ЗГ80                                | мали Жути      |
| 2018.         | Дечки (кратки филм)                 |                |
| 2019.         | 'Ко те шиша                         | шегрт          |
| 2019.         | Механика 2 (кратки филм)            |                |
| 2019.         | Запамтит ћете (кратки филм)         | Франц          |
| 2020-е        |                                     |                |
| 2021.         | Дар мар                             | Рафаел Јакелић |
| 2021.         | Офлајн (кратки филм)                | Иван           |
| 2022.         | Нема љубави у клубу (кратки филм)   |                |
| 2022.         | Метрополитанци                      | Домагој Павић  |
| 2022. - 2023. | Мајстори                            | Павао          |
| 2023. -       | Облак у служби закона               | Бруно Облак    |
| 2023.         | Памтим само сретне дане             |                |
| 2023.         | Седмо небо                          | конобар        |
| 2024.         | Слатка Симона                       | Зелени         |
| 2024.         | У добру и злу (хрватска теленовела) | Јаков Срића    |

### Улоге у синхронизацијама
| \| Година синх. \| Назив \| Улога \| \| ------------ \| ------------------------------- \| ----------------------- \| \| 2005. \| Роботи \| млади Ратко Кончар \| \| 2008. \| 101 далматинац \| \| \| 2019. \| Залеђено краљевство 2 \| Рајдер \| \| 2020. \| Кућни љубимци на тајном задатку \| Оскар и најављивач воза \| \| 2009. \| Ватрено срце \| Џин \| |                                 |                         |
| Година синх. | Назив                           | Улога                   |
| 2005. | Роботи                          | млади Ратко Кончар      |
| 2008. | 101 далматинац                  |                         |
| 2019. | Залеђено краљевство 2           | Рајдер                  |
| 2020. | Кућни љубимци на тајном задатку | Оскар и најављивач воза |
| 2009. | Ватрено срце                    | Џин                     |

## Театрографија
| Позориште                   | Назив                         | Режија                   | Текст                                             |
| --------------------------- | ----------------------------- | ------------------------ | ------------------------------------------------- |
| Загребачко казалиште младих | Еуфорија                      | Ксенија Зец              | Ксенија Зец                                       |
| Загребачко казалиште младих | 12. ноћ или како хоћете       | Грегор Јарзина           | Грегор Јарзина и Роман Павловски                  |
| Загребачко казалиште младих | Чаробњак из Оза               | Саша Броз                | Лиман Франк Баум Николина Богдановић              |
| Загребачко казалиште младих | Хало, хало, овде Радио Загреб | Павлица Бајсић Брацодуро | Томислав Зајец                                    |
| Загребачко казалиште младих | Младеж без Бога               | Борут Шепаровић          | Одон цон Хорват Франц Биф Берарди Борут Шепаровић |
| Загребачко казалиште младих | Цемент                        | Себастијан Хорват        | Хајнер Милер                                      |

Сарађује и са позориштима "Tеатар &TD", "КунстТеатар", Хрватско народно казалиште у Задру, Културни центар "Травно"